# Park Adolfa Borna
Park Adolfa Borna je park v Praze-Braníku v ulici V Křovinách, jižně od Základní školy Jeremenkova.

## Historie
Park byl otevřen 10. září 2020 pod názvem „Přátelská zahrada“. Stojí na místě původního zahradnictví, které nebylo několik let v provozu. Žákům sousední školy slouží jako výukový a odpočinkový přírodní prostor, obyvatelům Prahy pak k relaxaci. V roce 2024 byl přejmenován na „Park Adolfa Borna“.

### Škrétovo zahradnictví
Učitel pěstitelských prací Marcel Škréta vybudoval v rozlehlém areálu Základní školy malé zahradnictví o rozloze přes půl hektaru. V rámci vyučování zde žáci pečovali o záhony a zeleň. Zahrada byla původně vybavena skleníky a závlahovým systémem a zásobovala ovocem a zeleninou nejen školní jídelnu. Byla zde také voliéra s papoušky, včelí úly a venkovní bazén. Po odchodu učitele do penze zahrada chátrala a zarůstala náletovou zelení.